# Từ Hải
Từ Hải (chữ Hán: 徐海, ? – 1556) là một thương nhân, thủ lĩnh cướp biển đời nhà Minh. Chính sử nhà Minh mô tả từ Từ Hải là một thủ lĩnh xuất quỷ nhập thần của một nhóm cướp biển miền duyên hải Giang Nam, và bị Đốc phủ Hồ Tôn Hiến, lập mưu giả vờ chiêu hàng để giết chết. Ông còn được biết đến qua các tư liệu lịch sử và các tác phẩm văn học với vai trò là chồng của danh kỹ Tần Hoài chính là Vương Thúy Kiều.

## Cuộc đời
Từ Hải là người huyện Hấp, phủ Huy Châu, tỉnh Nam Trực Lệ. Theo một số tư liệu thì Từ Hải vốn là hòa thượng chùa Hổ Bào (虎跑寺) ở Hàng Châu, pháp danh Phổ Tịnh, còn gọi là Minh Sơn hòa thượng. Sau ông được người chú là Từ Duy Học (Từ Bích Khê) rủ bỏ chùa đi buôn bán làm ăn trên biển, rồi gia nhập thương đoàn của Uông Trực.
Cốt truyện Hồ Tôn Hiến lập mưu chiêu hàng để giết Từ Hải đã được Mao Khôn (1512 - 1601) ghi chép lại trong cuốn sách Kỷ tiễu trừ Từ Hải bản mạt, vì Mao Khôn đã từng phục vụ trong quân ngũ của Hồ Tôn Hiến và ghi chép lại sự việc như một trang kỷ yếu ghi chép thời giao tranh.

### Triều đình chiêu hàng
Từ Hải cùng Trần Đông, Ma Diệp theo lệnh của Uông Trực, cấu kết với Uy khấu, tổ chức lực lượng chống lại quan quân nhà Minh; lấy Chá Lâm, Sạ Phổ làm căn cứ. Năm Gia Tĩnh thứ 35 (1556), Từ, Trần, Ma đưa hơn vạn cướp biển, chia làm 3 cánh tấn công Chiết Giang.
Tổng đốc quân vụ Chiết Giang, là Hồ Tôn Hiến phái một viên thái học sinh tên là La Long Văn, người quen cũ và là đồng hương với Từ Hải tìm cách ở lại trong nội bộ để nắm nội tình. La Long Văn thực hiện kế ly gián giữa Từ Hải với Trần Đông, Ma Diệp bằng cách cố ý ăn chia không đồng đều, nói xấu, đâm chọc khiến cho nội bộ nghi ngờ nhau. Sau khi nắm được thông tin Từ Hải rất thương yêu và nghe lời phu nhân Vương Thúy Kiều, Hồ Tôn Hiến lập tức cho đem thư chiêu hàng cùng rất nhiều châu báu, đồ nữ trang quý giá đến dâng Từ Hải để tỏ thành ý.
Tiếp đó, Hồ Tôn Hiến sai mưu sĩ tâm phúc của mình là Hạ Chính đem một bức thư khuyên hàng do nhờ Mao Hải Phong viết. Từ Hải thấy con nuôi của đại ca Uông Trực viết thư khuyên hàng. Từ Hải hồ nghi cho người dò la thì hay Uông Trực từng nhiều lần đi lại với triều đình nên có ý ngả lòng. Lúc bấy giờ, Từ Hải đang bị thương, bèn nói với sứ giả rằng: "Ta muốn lui binh, ngặt vì quân chia ba lộ, không phải riêng ta quyết được". Ba lộ là ba cánh quân của Từ Hải, Trần Đông và Ma Diệp. Lúc này, Hạ Chính ra đòn quyết định: "Phía bên Trần Đông thì đã có hẹn ước rồi, chỉ còn phía tướng quân mà thôi".
Hồ Tôn Hiến ra yêu cầu với Từ Hải dẹp giặc vùng sông Ngô Tùng để lập công. Khi Từ Hải đem quân tấn công nhóm hải khấu ở vùng Chu Kính, giết hơn 30 tên, thì Hồ Tôn Hiến ngầm sai Tổng binh Du Đại Du phục binh sẵn đột kích đánh giết, đốt thuyền.
Dưới nhiều áp lực đến từ trong và ngoài, lại thêm Thúy Kiều khuyên nhủ, lần này Từ Hải quyết ý quy thuận, đưa ra yêu sách về vàng bạc. Hồ Tôn Hiến đều đáp ứng. Từ Hải bèn trả lại hơn 200 tù binh quân triều đình và cho rút quân khỏi Đồng Hương. Quân của Trần Đông đang vây ở đây thấy thế cũng rút lui sau đó một ngày. Để thể hiện quyết tâm hàng phục, Từ Hải cho em trai là Từ Hồng đến làm con tin, đem dâng những vật quý của mình dùng như mão phi ngư, giáp tốt, kiếm báu... cho Hồ Tôn Hiến. Hồ Tôn Hiến đãi Từ Hồng rất hậu và ra đề nghị Từ Hải phải bắt giao hai đồng đảng Trần Đông, Ma Diệp thì triều đình mới xét công đầu.
Từ Hải đành ra tay với Ma Diệp trước vì dễ đối phó hơn với Trần Đông. Thuộc hạ của Ma Diệp cũng bị bắt hàng trăm tên. Từ Hải không ngờ rằng, Diệp Ma được Hồ Tôn Hiến thả ra và nhận nhiệm vụ của Hồ Tôn Hiến giao cho là viết một bức thư cho Trần Đông và thuộc hạ kể tội Từ Hải và đề nghị Trần Đông nhanh chóng dốc toàn lực đánh Từ Hải để báo thù.
Thư gửi cho Trần Đông nhưng người nhận được chính là Từ Hải. Hồ Tôn Hiến thực hiện quỷ kế này là sợ Từ Hải phản liên kết trở lại với Trần Đông thì khó đối phó. Từ Hải đọc thư, càng biết ơn Hồ Tôn Hiến đã không nỡ để yên cho Trần Đông thực hiện giết Hải, nên Hải lo tính việc bắt Trần Đông để báo đền. Từ Hải đem nhiều vàng ngọc đến hối lộ em Tát Ma vương dể dụ Trần Đông rồi thừa lúc đêm tối bắt Trần Đông về nộp cho Hồ Tôn Hiến.
Trần Đông và Diệp Ma đều bị bắt, các đầu mục dưới quyền đều vừa sợ vừa oán hận Từ Hải, không còn lòng dạ chiến đấu.
Việc này trong Minh sử chép: "Hải lập kế trói Trần Đông đem dâng, mang 500 quân đến Sạ Phố đóng doanh tại Lương Trang; quan quân đến đốt phá sào huyệt Sạ Phố, giết hơn 300 người. Hải xin hàng trong ngày, vội đến trước giờ hẹn, lưu giáp sĩ ngoài thành Bình Hồ, đốc suất tù trưởng hơn 100 tên, đồng phục giáp trụ đi vào. Bọn Văn Hoa sợ, không muốn chấp nhận. Tôn Hiến cưỡng lại cho vào. Hải cúi đầu nhận tội, Tôn Hiến xoa đỉnh đầu Hải phủ dụ".
Hồ Tôn Hiến an trí lực lượng của Từ Hải và Trần Đông ở Trầm Trang, phụ cận Sa Phổ, chia làm Đông – Tây doanh.
Dân chúng đều kêu than Hồ Tôn Hiến "dưỡng hổ di họa", đưa giặc về nhà, không biết rằng Hồ Tôn Hiến đã lập sẵn mưu sâu. Từ Hải và Trần Đông vốn có thâm thù, nếu ở gần nhau chắc sẽ sinh chuyện. Việc xung đột tất yếu giữa hai bên đã xảy ra như kịch bản của Hồ Tôn Hiến. Trong một đêm tối, quân Trần Đông dốc toàn lực vượt sang tấn công, đốt phá doanh trại Từ Hải. Trong lúc khẩn cấp, Từ Hải sai thủ hạ bí mật dẫn hai thị nữ chạy lánh nạn bị quân Trần Đông bắt được đưa ngang qua chỗ Từ Hải. Hải thét rằng: "Ta chết thì tất cả cùng chết", rồi vung giáo giao chiến. Hải bị đâm trúng thương ở đùi, thuộc hạ rối loạn. Sáng hôm sau thì quân triều đình kéo đến vây kín xung quanh, cánh quân Bảo Tịnh tiến đánh trước, quân Hà Sóc thừa thế xông vào.

### Cái chết
Về cái chết của Từ Hải, chính sử chỉ chép 7 chữ "Hải quẫn thậm, toại trầm hà tử" (Hải đường cùng, bèn nhảy xuống sông chết).
Hầu hết các sách sử đời Minh đều chép sơ lược về cái chết của Từ Hải và cũng không xác định được Từ Hải chết do bị giết hay tự tử. Mãi đến đầu đời Thanh, trong "Kim Vân Kiều truyện" của Thanh Tâm Tài Nhân mới "tiểu thuyết hóa" cái chết của Từ Hải với sự hiện diện của Thúy Kiều.
Hồ Tôn Hiến thực hiện kế ly gián thành công, khiến cho nội bộ tập đoàn hải khấu Từ Hải, Trần Đông, Ma Diệp mâu thuẫn, tự tiêu diệt lẫn nhau. Quân Minh đại thắng, giải quyết được tặc đảng nhiều năm khiến triều đình mất ăn mất ngủ. Bộ tướng của Hồ Tôn Hiến lại bắt sống được em trai Đảo chủ Đại Ngung của Nhật là Tân Ngũ Lang. Chỉ có một số ít tàn quân hải khấu trốn về Chu Sơn. Tôn Hiến lệnh cho Tổng binh Du Đại Du truy kích, nhân ban đêm tuyết rơi đánh úp, đốt sạch trại thuyền. Vùng Chiết Giang tạm yên.
Hồ Tôn Hiến cho đem thủ cấp Từ Hải và giải Từ Hồng, Trần Đông, Ma Diệp, Tân Ngũ Lang về kinh đô. Vua Gia Tĩnh rất mừng, cho làm lễ tế cáo thái miếu, các đầu lĩnh hải khấu đều bị xử lăng trì, thăng Hồ Tôn Hiến lên chức Hữu Đô Ngự sử, ban thưởng vàng bạc.

## Văn học
Một số tác giả khác trong thời nhà Minh như Đới Sĩ Lâm và Minh Mộng Giác đạo nhân Tây hồ lãng tử, có sử dụng cốt truyện của Mao Khôn, sáng tạo thêm một số chi tiết khác biệt, viết thành 2 tiểu thuyết đoản thiên khác.
Đầu đời Thanh, tác giả Dư Hoài, tự Đạm Tâm, người tỉnh Phúc Kiến bèn viết lại thành Vương Thúy Kiều truyện (trong bộ Ngu sơ tân chí), thì Từ Hải là người đất Việt, có sức khỏe và chí khí, là sư chùa Hổ Bào ở Hàng Châu, có hiệu là "Minh Sơn hòa thượng", về sau dấy quân từ vạn thuyền chài, xâm lấn Giang Nam.
Thuở hàn vi, Từ Hải xắn tay áo, nói với người bạn tên là La Long Vân, hay đến uống rượu, giao du hào phóng với mình rằng: "Miếng đất cỏn con này không phải là trường đắc ý của bọn ta! Đấng trượng phu há cứ u uất mà chịu ở dưới người ta mãi ru? Ông nên gắng sức, tôi cũng từ đây đi! Ngày khác, có được phú quý thời đừng quên nhau!".
Trong truyện của Dư Hoài, La Long Vân sau này làm thuyết khách cho Hồ Tôn Hiến để đến chiêu hàng Từ Hải, lại khéo ăn khéo nói để làm xiêu lòng Thúy Kiều trước, do Thúy Kiều thời còn ở lầu xanh, đã quen biết La Long Vân.